# Plotosus fisadoha
Plotosus fisadoha és una espècie de peix de la família dels plotòsids i de l'ordre dels siluriformes.

## Distribució geogràfica
Es troba a Madagascar.